# Сполдинг, Алберт
Алберт Сполдинг (англ. Albert Spalding; 15 августа 1888, Чикаго — 26 мая 1953, Нью-Йорк) — американский скрипач, педагог. Племянник бейсболиста А. Г. Сполдинга.

## Биография
Начал учиться музыке в семилетнем возрасте во Флоренции, где много времени проводила его семья; первым наставником Сполдинга стал Ульпиано Кити (итал. Ulpiano Chiti; 1867—1919). Возвращаясь в США в летние месяцы, Сполдинг продолжал обучение у колумбийского скрипача Хуана Буйтраго (исп. Juan Buitrago; 1834—1914), известного также как первый учитель Эдуарда Макдауэлла. Затем в течение двух лет Сполдинг учился в Париже, частным образом, у профессора консерватории Нарсиса Огюстена Лефора, завершив занятия в 1902 году. Годом позже выдержал аттестационный экзамен в Болонской консерватории, причём аккомпанировал ему на экзамене Отторино Респиги. Позднее занимался композицией во Флоренции под руководством Антонио Сконтрино. К этому периоду относится его встреча с Камилем Сен-Сансом; утверждается, что Сполдинг играл во Флоренции его музыку с аккомпанементом автора.
Дебютировал в Париже 6 июня 1906 года, затем выступал в Лондоне и в Вене. 8 ноября 1908 г. впервые выступил в США (с Нью-Йоркским симфоническим оркестром), в 1909 г. концертировал с Дрезденским филармоническим оркестром в ходе его американских гастролей. В годы Первой мировой войны служил в военно-воздушных силах. Вернувшись в США в 1919 году, уже на следующий год вновь отправился в Европу, на этот раз с гастрольным туром Нью-Йоркского симфонического оркестра. В 1923 году стал первым американцем, приглашённым в экзаменационную комиссию на выпускных экзаменах в Парижской консерватории. На протяжении 1920-30-х гг. широко гастролировал в Европе и США (часто в сопровождении пианиста Андре Бенуа), восторженные отзывы американской прессы доходили до призывов воздвигнуть Сполдингу памятник как первому музыканту, получившему широкое признание как на Родине, так и за рубежом. Осуществил ряд записей (преимущественно короткие пьесы стандартного репертуара), в 1929 г. была снята кинолента с десятком пьес в исполнении Сполдинга. 7 февраля 1941 г. в Филадельфии стал первым исполнителем концерта для скрипки с оркестром Сэмюэла Барбера (дирижёр Юджин Орманди).
После вступления США во Вторую мировую войну был направлен Управлением стратегических служб в Европу с серией особых поручений, работал в Лондоне, Северной Африке, Неаполе. После войны вернулся в США, выступал и преподавал, дал последний концерт 26 мая 1950 года. В 1952 г. в Вене осуществил свою последнюю запись — скрипичные концерты Людвига ван Бетховена и Иоганнеса Брамса (дирижёр Вильгельм Лойбнер). Из других записей Сполдинга следует отметить скрипичные сонаты Брамса с пианистом Эрнстом фон Донаньи.
Написал два скрипичных концерта, струнный квартет ми минор, ряд других сочинений. Опубликовал автобиографию (англ. Rise to Follow; 1943) и роман «Скрипка, шпага, женщина» (англ. A Fiddle, a Sword, and a Lady; 1953) о судьбе Джузеппе Тартини.